# Frankenthal (Szászország)
Frankenthal település Németországban, azon belül Szászország tartományban. Lakosainak száma 906 fő (2023. december 31.). Frankenthal Rammenau és Bischofswerda községekkel határos.

## Népesség
A település népességének változása:
| Lakosok száma | 934  | 931  | 928  | 928  | 906  |
|               | 2017 | 2019 | 2021 | 2022 | 2023 |